# اقتصاد المزارع

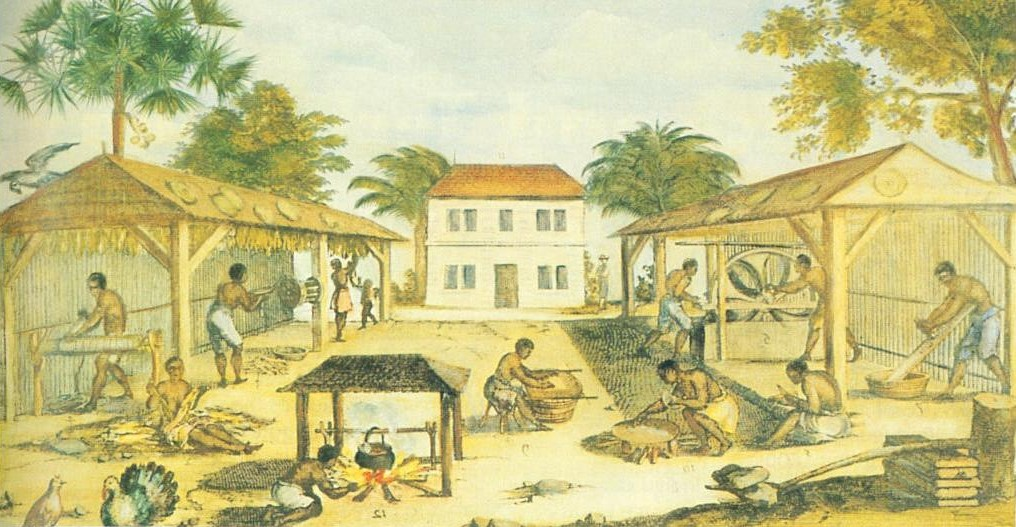

اقتصاد المزارع (بالإنجليزية: Plantation economy)‏ هو نمط اقتصادي يعتمد على الإنتاج الزراعي بشكل كبير، وغالباً ما يعتمد على عدد قليل من المحاصيل الزراعية التي تزرع في مزارع كبيرة. تقوم الركيزة الأساسية لاقتصاد المزارع على تصدير المحاصيل كمصدر للدخل. وتشمل هذه المحاصيل القطن والمطاط وقصب السكر والتبغ والتين والأرز وغيرها.
تصبح المزارع أكثر كفاءةً كلما طالت فترة الحصاد، وتحتاج أغلب المحاصيل الزراعية لمعالجة مباشرة بعد الحصاد، اعتماداً على ذلك يبدو قصب السكر والشاي وزيت النخيل هي الأكثر ملاءمة للمزارع، في حين أن جوز الهند والمطاط والقطن مناسبة ولكن بدرجة أقل.

## شروط التصنيع
يشبه اقتصاد المزارع المعامل والمصانع الكبيرة المملوكة لشركات أو أشخاص أثرياء. لا يكون اقتصاد المزارع مجدياً بشكلٍ كبير في الحالات العادية مثل امتلاك المزارع الصغيرة، بسبب الصعوبات المتعلقة بالإشراف على العمل خصوصاً وأنَّ المساحات المزروعة شاسعة، ولكن من جهة أخرى إذا كانت المسافة بعيدة بين المزارع ومكان التسويق فإنَّ ذلك يشكل نقطة إيجابية بسبب الحد من تكاليف النقل مقارنةً بالمزارع الصغيرة، وهو الأمر الذي يسمح للمزارع الكبيرة التي تنتج كميات ضخمة من المحاصيل بتحقيق توفير في الحجم حيث تقل تكلفة معالجة المحاصيل إلى حد كبير، ويمكن زيادة هذا التوفير بشكل أفضل من خلال زراعة المحاصيل المدارية التي تحصد بشكل مستمر طيلة العام، مع الاستغلال الكامل لآلات المعالجة. من أهم الأمثلة على المحاصيل المناسبة للمعالجة: السكر وزيت النخيل والشاي.

## مزارع أمريكا الشمالية
تركزت المزارع في الجنوب بشكلٍ خاص من بين المستعمرات الثلاثة عشر التي كانت موجودة في أمريكا في عهد الاحتلال البريطاني، وشملت هذه المستعمرات ميريلاند وفرجينيا وكارولينا الشمالية والجنوبية وجورجيا. فالتربة خصبة في هذه المستعمرات وهناك مواسم نمو على مدار السنة تقريباً، وهي مثالية لمحاصيل مثل الأرز والتبغ، كما أن وجود العديد من الممرات المائية في المنطقة جعل النقل أسهل. كانت كل مستعمرة متخصصة في محصول زراعي واحد أو محصولين، مع تفوق فرجينيا في إنتاج التبغ بشكلٍ خاص.

### العبودية
اعتمد المزارعون في أمريكا على العبيد بشكل رئيسي لأن العمالة المأجورة أصبحت باهظة الثمن في ذلك الوقت، وكان بعض العمال الذين يعملون بعقود قليلة الأجر يغادرون المزارع الكبيرة لإنشاء مزارعهم الخاصة، حيث كانت الأراضي متاحةً على نطاق واسع. حاول المستعمرون الأوروبيون تسخير الأمريكيين الأصليين للعمل، ولكن الأمراض الأوروبية فتكت بهم وتوفوا بأعداد كبيرة، ولذلك تحول أصحاب المزارع إلى استخدام الأفارقة المستعبدين في العمل الزراعي. في عام 1665 كان هناك أقل من 500 عبد أفريقي في فرجينيا، ولكن بحلول عام 1750 أصبح 85% من العبيد البالغ عددهم 235 ألف يعيشون في المستعمرات الجنوبية بما في ذلك فرجينيا، وشكل العبيد الأفارقة 40% من سكان الجنوب.
كانت واحدة من كل أربع أسر في ولاية فرجينيا تملك عبيداً بحسب التعداد العام للولايات المتحدة الأمريكية الصادر عام 1840، وكان هناك أكثر من 100 مالك مزرعة لديهم أكثر من 100 عبد، في حين كان عدد العبيد في الولايات الخمس عشرة الأخرى قليلاً وشكل 4 ملايين فقط من إجمالي عدد السكان البالغ 12.4 مليون نسمة، أي ما نسبته 32% من إجمالي عدد السكان.
بلغ عدد العبيد في الجنوب الأدنى 2,312,352 عبد، وشكل 47% من مجموع السكان البالغ 4,919 مليون نسمة، وبلغ عدد العبيد في أقصى الجنوب 1,208,758 عبد، وشكل 29% من مجموع السكان البالغ 4,165 مليون نسمة، في حين بلغ عدد العبيد في الولايات الحدودية 432,586 عبد، وشكل 13% من مجموع عدد السكان البالغ 3,323 مليون نسمة. كانت أقل من ثلث الأسر الجنوبية تملك عبيداً وذلك في ذروة فترة العبودية قبل الحرب الأهلية، واقتربت هذه النسبة من النصف في ولايتي ميسيسيبي وكارولينا الجنوبية. في المزارع الكبيرة التي يعمل فيها أكثر من 100 عبد، كان ثمن هؤلاء العبيد أكبر من القيمة الإجمالية للأرض.

## تجارة الرقيق عبر المحيط الأطلسي
أُحضر الأفارقة المستعبدون من أفريقيا من قبل القوات الإنجليزية وغيرها من القوى الأوروبية لكي يعملوا في مستعمراتهم في نصف الكرة الأرضية الغربي، كان العبيد يشحنون من موانئ غرب أفريقيا إلى العالم الجديد. سميت الطريق التي كانت تعبرها السفن من إفريقيا عبر المحيط الأطلسي إلى أمريكا الممر الأوسط، لأنها كانت واحدة من الطرق التجارية الثلاثة بين قارات أوروبا والأمريكتين وأفريقيا.
تشير التقديرات إلى أن عشرة ملايين أفريقي استُقدموا إلى الأمريكتين، وانتهى الأمر بحوالي 6% فقط منهم في مستعمرات أمريكا الشمالية، بينما نُقلت الغالبية العظمى منهم إلى مستعمرات الكاريبي وأمريكا الجنوبية، بالإضافة إلى أنَّ الكثيرين من هؤلاء العبيد لم يصلوا إلى المستعمرات على الإطلاق لأنهم ماتوا على الطريق بسبب الأمراض التي تعرضوا لها خلال النقل نتيجة سوء التغذية وظروف الاحتجاز، وعلى كل حال فقد نمت تجارة الرقيق بسرعة لتلبية الطلب المتزايد على العمالة بعد أن ازداد حجم اقتصاد المزارع بشكلٍ كبير.

## الثورة الصناعية في أوروبا
كانت أوروبا الغربية هي الوجهة النهائية لإنتاج المزارع الأمريكية، لأنَّ أوروبا دخلت في عصر الصناعة في ذلك الوقت، وكانت بحاجة إلى الكثير من المواد الأولية لتصنيع البضائع، ولأنها مركز القوة في العالم في ذلك الوقت فقد استغلت العالم الجديد وأفريقيا لدعم ثورتها الصناعية، فزودت إفريقيا المزارع الأمريكية بالعبيد، وأنتج العالم الجديد المواد الخام للصناعات الأوروبية، ثم بيعت السلع المُصنعة ذات القيمة الشرائية الأعلى إلى إفريقيا والعالم الجديد، أدار التجار والشركات الأوروبية هذا النظام إلى حد كبير.

## مزارع السكر
للسكر تاريخ طويل كمحصول زراعي هام، وقد توجب على مزارعي السكر اتباع نظام علمي دقيق للاستفادة قدر الإمكان من الإنتاج. عمل العبيد في مزارع السكر لفترات طويلة ومستمرة عاماً بعد عام. كان حصاد قصب السكر يتمُّ بعد حوالي 18 شهراً من زراعته، وعادة ما تقسم المزارع الكبيرة أراضيها لعدة أجزاء لتحقيق الكفاءة في الإنتاج، فبينما كانت هناك قطعة من الأرض ينمو فيها قصب السكر، كانت قطعة ثانية يتم فيها الحصاد، زرع العبيد خلال موسم الأمطار في شهري ديسمبر ومايو الأرض وفرشوها بروث الحيوانات وأزالوا الأعشاب الضارة، وفي الفترة الممتدة من يناير إلى يونيو حصدوا قصب السكر عن طريق قطع النباتات بالقرب من الأرض وتجريد الأوراق ثم تقطيعها إلى شرائح أقصر لتُجمع في النهاية وتُرسل إلى مصانع قصب السكر.
يطحن قصب السكر في المصنع باستخدام مطحنة ثلاثية الأسطوانات، ثم يغلى العصير الناتج من طحن القصب حتى يتحول إلى سكر، وقد ذهبت بعض المزارع إلى أبعد من ذلك وقطّرت دبس السكر وهو السائل المتبقي بعد غلي السكر وترشيحه، بعد ذلك يشحن السكر مرة أخرى إلى أوروبا. استمرت المزارع في زراعة قصب السكر حتى بعد إلغاء العبودية في القرن التاسع عشر.